# Rajka velká
Rajka velká (Paradisaea apoda) je největším příslušníkem čeledi rajkovití. Dorůstá délky okolo 40 centimetrů. Obývá jihozápad Nové Guiney a nedaleké Aruské ostrovy. Vyskytuje se v deštných pralesích, živí se plody a semeny stromů. Tělo je zbarveno červenohnědě, spodní část hlavy je smaragdově zelená a horní část hlavy jasně žlutá. Samci mají dlouhé jemné žlutě a bíle zbarvené ocasní peří, které v období rozmnožování vztyčují podobně jako pávi. Hlasem připomínají havrany, s nimiž jsou vzdáleně příbuzní.
Vědecký název tohoto druhu apoda znamená doslova „beznohá“. Do Evropy se původně dostávaly jen stažené kožky rajek, ze kterých byly odstraněny nohy. Proto vznikla legenda, že tito mimořádně pestří ptáci přilétají přímo z ráje a protože se nedotýkají ničeho pozemského, tak ani nepotřebují nohy.
Počátkem dvacátého století byla rajka velká vysazena na karibském ostrově Little Tobago. Populace zřejmě zanikla v důsledku hurikánu Flora v září 1963.
V Evropě je chována velmi raritně v pouhých dvou zoo, a to v belgickém Cambron-Casteau a německém Walsrode.